# 유황 (무평후)
유황(劉璜, ? ~ 7년)은 전한 말기의 제후로, 동평양왕의 아들이다.

## 행적
건평 2년(기원전 5년), 무평후(武平侯)에 봉해졌다.
무평후 황 4년(기원전 2년), 동평양왕의 죄에 연좌되어 작위가 박탈되었으나, 원시 원년(1년)에 다시 봉해졌다.
거섭 2년(7년), 형 유신과 함께 동군태수 적의의 반란에 호응하여 거병하였다. 임치에서 적의와 함께 왕망의 군대에 맞서 싸웠으나 패하여 목이 베였고, 결국 반란은 진압되어 일족이 주멸되었다.

## 출전
- 반고, 《한서》 권15하 왕자후표 下·권84 적방진전